# Fulvio Testi

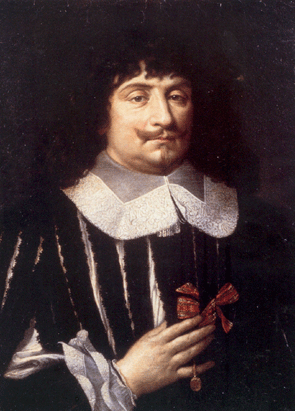
Fulvio Testi.

Fulvio Testi, född i augusti 1593 i Ferrara, död den 28 augusti 1646 i Modena, var en italiensk greve och skald. 
Testi var statssekreterare hos hertigarna av Modena, men föll i onåd och dog i fängelse. Han var en av de bättre lyrikerna på sin tid. Genom att hålla sig till en så god förebild som Horatius gick han fri för marinismens formprål. Ett urval av Testis arbeten utgavs i 2 band 1817.